# اسکات کان
اسکات اندرو کان (به انگلیسی: Scott Andrew Caan) (زاده ۲۳ اوت ۱۹۷۶) بازیگر آمریکایی است. او پسر بازیگر معروف سینمای قدیم هالیوود جیمز کان، است.
از فیلم‌های معروف او می‌توان به فیلم سیزده یار اوشن و سرقت در ۶۰ ثانیه اشاره کرد. وی بازیگر نقش دنی ویلیامز در سریال اکشن و جذاب هاوایی فایو-زیرو است.

## فیلم‌شناسی
- دشمن کشور
- یازده یار اوشن
- دوازده یار اوشن
- سیزده یار اوشن
- سیاه و سفید
- سرقت در ۶۰ ثانیه
- دارودسته (مجموعه تلویزیونی)
- هاوایی فایو-زیرو
- در میان آبی
- شهر را بلرزان
- تیم اول دانشکده بلوز
- ملاقات دیو
- دوستان همراه پول
- نووکائین
- قوانین بروکلین
- قانون‌شکنان آمریکایی
- یک روز مانند یک شیر
- ۳ گیزرز!
- مشکل سگ
- در دستان دشمن